# László Bodrogi
Laszlo Bodrogi (Budapest, 11 novembre 1976) è un ex ciclista su strada ungherese naturalizzato francese, professionista dal 2000 al 2012. Fu medaglia d'argento ai campionati del mondo nel 1997 (under-23) e nel 2007 (élite), mentre nel 2000 a Plouay vinse la medaglia di bronzo.

## Carriera
È un ottimo cronoman e ha ottenuto la maggior parte delle sue vittorie proprio in questa specialità. Nel proprio palmarès può infatti vantare 10 vittorie nella prova élite contro il tempo del campionato ungherese, da assommare ad un secondo posto, un terzo, un quarto ed un quinto al campionato del mondo a cronometro.
Passato professionista nel 2000, veste le divise di Mapei, Quick Step e Crédit Agricole prima di trasferirsi al Team Katusha nel 2009. Per la stagione 2011 passa quindi tra le file della formazione statunitense Team Type 1. Conclude la carriera professionistica al termine del 2012.

## Palmarès
- 1996

Campionati ungheresi, Prova in linea
- 1997

Campionati ungheresi, Prova a cronometro
- 1998

Campionati ungheresi, Prova a cronometro
- 1999

Classifica generale Tour de Gironde
- 2000

Duo Normand (cronocoppie, con Daniele Nardello)
Campionati ungheresi, Prova in linea
Campionati ungheresi, Prova a cronometro
Prologo Vuelta a Argentina (Rosario, cronometro)
5ª tappa Tour de Normandie
Prologo Giro di Slovenia (Novo Mesto, cronometro)
2ª tappa Tour de l'Avenir
- 2001

3ª tappa Giro della Riviera Ligure di Ponente (Varazze > Varazze)
Classifica generale Giro della Riviera Ligure di Ponente
4ª tappa Postgirot Open (Skövde > Huskvarna)
Campionati ungheresi, Prova a cronometro
5ª tappa Volta ao Alentejo (Redondo > Évora)
Classifica generale Volta ao Alentejo
3ª tappa Tour de l'Avenir (Terminiers > Châlette-sur-Loing)
7ª tappa Tour de l'Avenir (Rambervillers > Rambervillers)
- 2002

1ª tappa Grand Prix Eddy Merckx (cronocoppie, con Fabian Cancellara)
Prologo Parigi-Nizza (Issy-les-Moulineaux)
Campionati ungheresi, Prova a cronometro
4ª tappa, 2ª semitappa, Giro di Danimarca (Kerteminde > Kerteminde)
- 2003

Campionati ungheresi, Prova a cronometro
- 2004

3ª tappa, 2ª semitappa, Driedaagse De Panne (De Panne > De Panne)
Campionati ungheresi, Prova a cronometro
- 2005

Classifica generale Tour de Luxembourg
- 2006

Campionati ungheresi, Prova in linea
Campionati ungheresi, Prova a cronometro
6ª tappa Giro d'Austria (Podersdorf > Podersdorf)
- 2007

Campionati ungheresi, Prova a cronometro
Crono delle Nazioni
- 2008

Campionati ungheresi, Prova a cronometro

## Piazzamenti

### Grandi Giri
- Giro d'Italia

2007: 84º
- Tour de France

2002: 62º
2003: 108º
2005: 119º
- Vuelta a España

2004: ritirato (10ª tappa)
2006: 76º
2007: ritirato (18ª tappa)

### Competizioni mondiali
- Campionati del mondo

Plouay 2000 - Cronometro: 3º
Lisbona 2001 - Cronometro: 5º
Zolder 2002 - Cronometro: 4º
Hamilton 2003 - Cronometro: 14º
Hamilton 2003 - In linea: 39º
Verona 2004 - Cronometro: 21º
Salisburgo 2006 - Cronometro: 19º
Salisburgo 2006 - In linea: 19º
Stoccarda 2007 - Cronometro: 2º
Stoccarda 2007 - In linea: 70º
Copenaghen 2011 - Cronometro: 22º
- Giochi olimpici

Atene 2004 - In linea: 74º
Atene 2004 - Cronometro: 21º
Pechino 2008 - In linea: ritirato
Pechino 2008 - Cronometro: 27º